# Oospila pellucida
Oospila pellucida är en fjärilsart som beskrevs av Louis Beethoven Prout 1916. Oospila pellucida ingår i släktet Oospila och familjen mätare. Inga underarter finns listade i Catalogue of Life.